# Honey Boy
Honey Boy ist ein US-amerikanisches Filmdrama der Regisseurin Alma Har'el aus dem Jahr 2019. Die Filmbiografie erzählt von der Kindheit und Jugend des Schauspielers Shia LaBeouf, der für den Film auch das Drehbuch schrieb. Lucas Hedges spielt im Film Shia LaBeoufs Alter Ego Otis Lort, LaBeouf selbst verkörpert im Film den Vater der Hauptfigur. Der Film feierte seine Premiere am 25. Januar 2019 beim Sundance Film Festival und kam am 8. November 2019 in die US-Kinos. Die Deutschlandpremiere fand am 25. November 2019 auf dem Around the World in 14 Films-Festival in Berlin statt.

## Handlung
Der 22-jährige Schauspieler Otis Lort befindet sich gerade am Set eines großen Budget-Action-Films. Er erschrickt wegen einer Explosion, auch wenn diese nur ein Spezialeffekt ist. Das erinnert Otis sehr an eine Situation, als er als 12-Jähriger für die Dreharbeiten zu einer Fernsehsendung vor der Kamera stand und mit einer Torte beworfen wurde.
Damals lebte Otis mit seinem Vater in einem heruntergekommenen Apartmentkomplex, der an ein Motel erinnerte.  Sein Vater James, ein ehemaliger Clown und Heroinsüchtiger, ist nun abhängig von dem Geld, das sein Sohn verdient. Eine Nachbarin von ihnen wird trotz ihres Altersunterschieds zu seiner besten Freundin und ist seine Seelenverwandte. In Tom, der für das US-Außenministerium arbeitet, findet Otis später so etwas wie einen großen Bruder.
Jahre später findet sich Otis in einer Einrichtung wieder, in der er wegen einer Posttraumatischen Belastungsstörung therapiert wird.

## Produktion

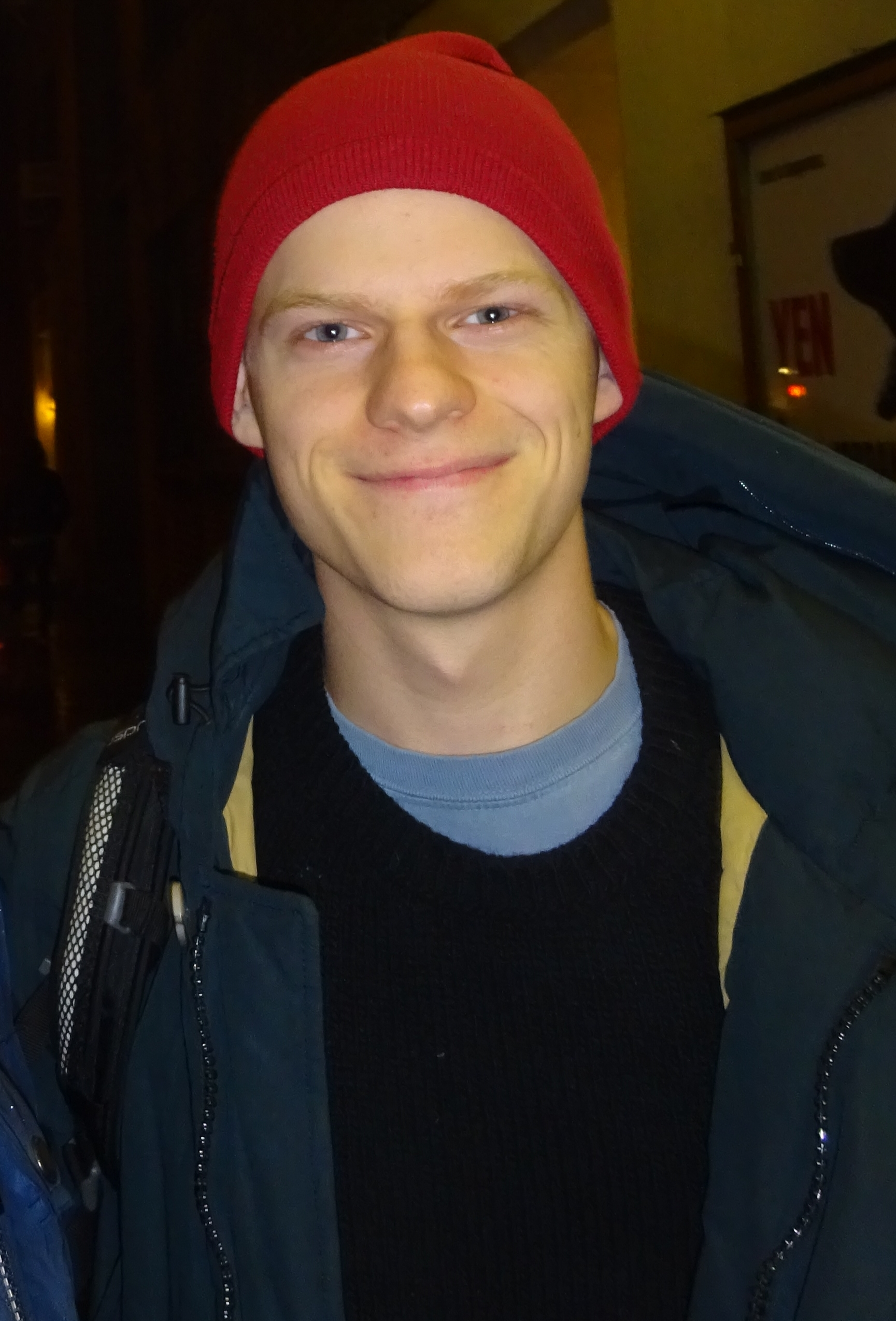
Lucas Hedges spielt im Film Shia LaBeoufs Alter Ego Otis Lort

Regie führte Alma Har'el. Der Schauspieler Shia LaBeouf, der das Drehbuch zum Film schrieb, ließ dieses auf seinem eigenen Leben basieren. Der Titel Honey Boy stammt von seinem Spitznamen in der Kindheit. Obwohl die Geschichte auf LaBoeufs Leben basiert, tragen die Figuren andere Namen. So heißt der Protagonist Otis Lort, ein Name, den LaBoeuf zuvor schon als Pseudonym während seiner Arbeit am Drehbuch benutzt hatte. LaBeouf schrieb das Skript während einer Entzugskur. Ursprünglich sollte er seine Kindheit bei einer Übung schriftlich aufarbeiten. Aus seinen Gedanken machte der Künstler aber ein Drehbuch, welches die Basis von Honey Boy ist.
Während LaBeouf seinen eigenen Vater spielt, verkörpert ihn Lucas Hedges während der Zeit, in der dieser mit der Disney-Channel-Serie Eben ein Stevens seinen Durchbruch feierte. Der Nachwuchsschauspieler Noah Jupe verkörpert ihn in seiner Kindheit.
Die Filmmusik komponiert Alex Somers. Der Soundtrack, der insgesamt 26 Musikstücke umfasst, wurde am 8. November 2019 von KRONK als Download veröffentlicht.
Der Film wurde am 25. Januar 2019 im Rahmen des Sundance Film Festivals erstmals gezeigt. Dort sicherten sich die Amazon Studios für 5 Millionen US-Dollar die Rechte am Film. Im August 2019 wurde der Trailer vorgestellt. Im September 2019 wurde der Film beim Toronto International Film Festival im Rahmen der Special Presentations vorgestellt, im Oktober 2019 lief er beim London Film Festival im Wettbewerb, und am 8. November 2019 kam er in die US-amerikanischen Kinos. Da der Film bereits für die 55. Ausgabe des Filmfestivals Karlovy Vary ausgewählt worden war, dieses jedoch wegen der Coronavirus-Pandemie abgesagt wurde, erfolgten Anfang Juli 2020 im Rahmen der Initiative „KVIFF at Your Cinema“ Vorstellungen, wo er als einer von insgesamt 16 Filmen neun Tage lang in verschiedenen Kinos in Tschechien gezeigt wurde. Am 1. März 2022 wurde Honey Boy in das Programm von Netflix aufgenommen.

## Besetzung und Synchronisation
Die deutschsprachige Synchronisation entstand unter der Dialogregie von Debora Weigert durch die Synchronfirma SDI Media Germany in Berlin.
| Rolle                | Schauspieler      | Deutsche Synchronsprecher |
| -------------------- | ----------------- | ------------------------- |
| Otis Lort            | Lucas Hedges      | Patrick Baehr             |
| Otis als Kind        | Noah Jupe         | Ludwig Niesner            |
| James Lort           | Shia LaBeouf      | David Turba               |
| Sandra               | Maika Monroe      | Victoria Frenz            |
| Mrs Otis             | Natasha Lyonne    | Victoria Sturm            |
| Alec                 | Martin Starr      | Patrick Winczewski        |
| Dr Moreno            | Laura San Giacomo | Sabine Arnhold            |
| Tom                  | Clifton Collins   | Michael Deffert (†)       |
| Schüchternes Mädchen | FKA Twigs         | Friedel Morgenstern       |
| Percy                | Byron Bowers      | Julien Haggège            |

## Rezeption

### Altersfreigabe
In den USA erhielt der Film von der MPAA ein R-Rating, was einer Freigabe ab 17 Jahren entspricht.  In Deutschland wurde der Film von der FSK ab 12 Jahren freigegeben.

### Kritiken und Einspielergebnis
Der Film erhielt bislang von 95 Prozent aller Kritiker bei Rotten Tomatoes eine eher positive Bewertung von durchschnittlich 7,7 der möglichen 10 Punkte.
Sam Fragoso von TheWrap erklärt, Honey Boy leuchte besonders hell, wenn sich das Drehbuch auf Otis und seinen Vater konzentriert. Diese Interaktionen seien oft von Gewalt geprägt, gleichzeitig zeigten sie aber auch, dass James so die tief sitzenden Unsicherheiten rund um sein Versagen als Vater maskiere. James wolle am Erfolg seines Sohnes partizipieren, befürchte jedoch, dass dies den Aufstieg von Otis aufhalten könnte. Fragoso beschreibt Honey Boy als eine filmische Versöhnung, da sich LaBeouf mit einer Kindheit auseinandersetzt, der er nicht entkommen kann. Die Unmöglichkeit diese auszulöschen habe ihn vielleicht gezwungen, es aufzuschreiben, dennoch fühle sich der Film weniger wie ein Beichtstuhl an, sondern eher wie ein Exorzismus, und der Film rationalisiere LaBeoufs Entscheidungen nicht. Zur Arbeit der Regisseurin sagt Fragoso, die Lebensgeschichte einer anderen Person zu erzählen, vor allem, wenn sie mit so brutaler Ehrlichkeit erzählt wird, sei beeindruckend, und dies mit Wärme, Intellekt und Verletzlichkeit zu tun, sei eine Herkulesleistung.
Jon Frosch von The Hollywood Reporter nennt den Film ein sensibles, aufrichtiges Porträt der dysfunktionellen Erziehung eines Kinderschauspielers. Doch so persönlich ein Projekt wie Honey Boy auch sein mag, würden darin Themen und Figuren lediglich aufgefrischt, die aus anderen Problemelternfilmen jüngster Zeit bekannt sind, wie We the Animals, The Florida Project und I, Tonya. Abgesehen von einem Vergleich mit diesen sei Honey Boy jedoch in vielerlei Hinsicht eine beeindruckende, lebendig realisierte Arbeit. Über die Vaterfigur im Film sagt Frosch, der Alkoholiker und Kriegsveteran sei sowohl eifersüchtig auf den Erfolg seines Kindes als auch gequält von der Tatsache, dass er davon abhängig ist. Der Film mache James zu einem Wrack voller Selbsthass, Unsicherheit und Bedürftigkeit, gleichzeitig verspüre man auch Mitleid mit diesem.
Der Film spielte weltweit 3,1 Millionen US-Dollar ein.

### Auszeichnungen (Auswahl)
American Society of Cinematographers Awards 2020
- Nominierung für den Spotlight Award (Natasha Braier)[18]

Critics’ Choice Movie Awards 2020
- Nominierung als Bester Jungdarsteller (Noah Jupe)

Directors Guild of America Awards 2020
- Auszeichnung für das Beste Regiedebüt (Alma Har'el)[19]

Gotham Awards 2019
- Nominierung als Bester Nachwuchsdarsteller (Noah Jupe)

Hollywood Film Awards 2019
- Auszeichnung als Nachwuchsdrehbuchautor (Shia LaBeouf)[20]

Independent Spirit Awards 2020
- Nominierung für die Beste Regie (Alma Har'el)
- Nominierung für die Beste Kamera (Natasha Braier)
- Nominierung als Bester Nebendarsteller (Shia LaBeouf)
- Nominierung als Bester Nebendarsteller (Noah Jupe)[21]

London Critics’ Circle Film Awards 2020
- Nominierung als Bester Nebendarsteller (Shia LaBeouf)
- Nominierung als Bester britischer Nachwuchsdarsteller (Noah Jupe)[22]

London Film Festival 2019
- Nominierung im Wettbewerb (Alma Har'el)

Sundance Film Festival 2019
- Nominierung für den Grand Jury Prize im U.S. Dramatic Competition (Alma Har'el)
- Auszeichnung mit dem U.S. Dramatic Special Jury Award – Vision & Craft (Alma Har'el)[23]